# کاوه راد
کاوه راد (زادهٔ ۲۳ خرداد ۱۳۸۰) بازیکن فوتبال ایرانی‌الاصل اهل آمریکا است که در پست مدافع برای باشگاه فوتبال اسپورتینگ کانزاس‌سیتی در لیگ برتر فوتبال ایالات متحده آمریکا بازی می‌کند.
برادر وی، جیحون، نیز بازیکن فوتبال است.